# Richard Kuder
Pour les articles homonymes, voir Kuder.
Richard Kuder est un architecte allemand né à Stuttgart en 1852 et décédé à Hausen am Albis (Zurich) en 1912. Formé en Suisse et en Autriche, il ouvre un bureau avec Joseph Müller à Strasbourg en 1892, avant de s'installer définitivement à Zurich. Représentant de l'architecture historiciste, il intègre dans ses œuvres tardives des éléments Art nouveau.

## Éléments de biographie et formation
Né à Stuttgart le 18 juillet 1852, Richard Kuder est le fils de Georg Ludwig Kuder et d'Anna Hurlebaus. Il commence sa formation par un apprentissage de deux ans à Lausanne de 1868 à 1870, avant de poursuivre ses études d'architecture à l’École polytechnique de Vienne de 1870 à 1873 et de rejoindre la classe de Friedrich von Schmidt à l'Académie des Beaux-Arts de Vienne de 1873 à 1875. Rappelons qu'à cette époque, Schmidt travaille à la construction du nouvel hôtel de ville de Vienne, une construction de style néo-gothique. 
Richard Kuder travaille ensuite pour Albert Müller à Zurich et participe à la construction de la  bourse de Zurich de 1877 à 1879. 
En 1890, il épouse Katharina Albertina Weitmann de Gmünd dans le Würtemberg (Allemagne).
De 1892 à 1907, il est associé à Joseph Müller et dirige avec ce dernier le bureau d'architecture Kuder und Müller à Strasbourg. Leur champ d'activités se situe d'abord à Mulhouse et à Strasbourg, à une époque où l'Alsace faisait alors partie du Reich allemand. En 1893, le bureau ouvre une antenne à Zurich, une ville dans laquelle Richard Kuder s'installe à partir de 1897 pour superviser la construction de l'immeuble de la Rentenanstalt et où se trouvent ensuite la plupart de ses réalisations. 
De 1901 à 1903, Richard Kuder assure la présidence de l'Association zurichoise des ingénieurs et architectes. 
Après une brève association avec Adolf Goedecke de 1906 à 1907, Richard Kuder travaille avec l'architecte Alexander von Senger de 1908 à 1912. Comme Kuder und Müller avant eux, le bureau d'architecture Kuder und von Senger participe à de nombreux concours d'architecture tant en Allemagne qu'en Suisse. 
Richard Kuder meurt à Hausen am Albis en 1912.

## Réalisations
À partir du début du XXe siècle, le travail de Richard Kuder est de plus en plus influencé par l'Art nouveau. On peut mentionner le bâtiment résidentiel et commercial de la Dufourstrasse 3 à Zurich (1903) et la salle des fêtes de l'Association fédérale des chanteurs à Strasbourg (1905). 
Richard Kuder conçoit également la Villa Alma à Männedorf pour le couple d'industriels Emil et Alma Staub-Terlinden. Si l'extérieur est inspiré de l'architecture contemporaine des maisons de campagne anglaises, l'intérieur s'inscrit dans le courant Art nouveau.
En 1907, Richard Kuder et Alexander von Senger sont chargés de construire la nouvelle gare de Saint-Gall, projet dont Kuder se retire en novembre 1910 en raison de différends avec le client.

## Constructions
(août 2023).
- 1896: Synagogue, rue du Parc 63, La Chaux-de-Fonds
- 1897/1898: Albisgüetli, restaurant et salle des fêtes, Uetlibergstrasse 341, Zurich
- 1897-1898: Bâtiment administratif de la Caisse Suisse d'Assurances sur la Vie et de Pensions (Rentenanstalt), quai Général-Guisan 38, Zurich
- 1899: Grand magasin Brann (aujourd'hui Manor), Bahnhofstrasse 75, Zurich
- 1899-1902: Office des postes et télégraphes, Schaffhouse
- 1900-1903: Sängerhaus (aujourd'hui Palais des Fêtes, agrandi à plusieurs reprises), Strasbourg, avec Joseph Müller
- 1900-1905: Historisches Museum (aujourd'hui Musée Historique) à Haguenau
- 1902-1906: Cour d’Appel, Colmar
- 1903: Immeuble résidentiel et commercial, Dufourstrasse 3, Zurich
- 1903/1904: Immeuble d'habitation et commercial Reiff, Genferstrasse 24, Zurich (réalisé par Kuder et Müller selon les plans de Julius Kunkler)
- 1904–1905: Villa Laubi, Kappelistrasse 7, Zurich-Enge
- 1905: Festhalle du Fête fédérale de chant, Zurich
- 1905/1906: Villa Alma, Seestrasse 80, Männedorf
- 1907-1908: Salle des turbines de la centrale électrique de Löntsch, Netstal
- à partir de 1907: gare de Saint-Gall (planification 1907–1910 avec Alexander von Senger, construction 1911–1913 sans Kuder)